# Kindpansrade fiskar
Kindpansrade fiskar (Scorpaeniformes) är en ordning i klassen taggfeniga fiskar (Actinopterygii). Till ordningen räknas cirka 35 familjer fördelade på flera underordningar. Kindpansrade fiskar förekommer, beroende på art, i havet, i bräckt vatten och i sötvatten.
I ordningen finns bland annat de i Sverige förekommande arterna  knorrhane, hornsimpa, stensimpa, bergsimpa, rötsimpa, oxsimpa, skäggsimpa och sjurygg.

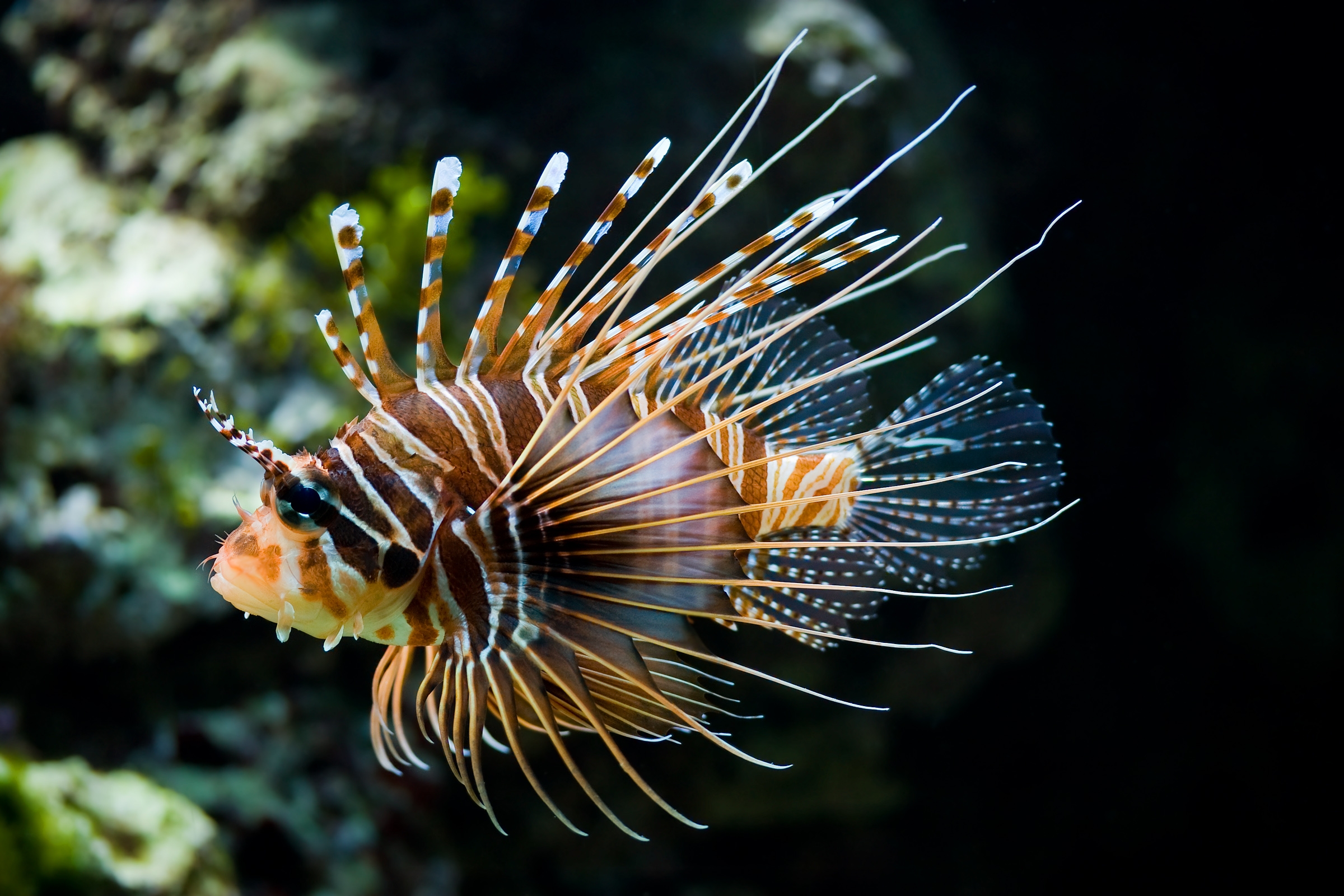
Pterois antennata